# 舊諾索維齊亞
50°17′23″N 25°40′11″E / 50.28972°N 25.66972°E
舊諾索維齊亞（烏克蘭語：Стара Носовиця），是烏克蘭的村落，位於該國西北部羅夫諾州，由杜布諾區負責管轄，始建於1200年，面積0.1平方公里，海拔高度200米，2001年人口385，人口密度每平方公里3,701.9人。